# Bazus-Neste
Bazus-Neste ist eine französische Gemeinde mit 46 Einwohnern (Stand 1. Januar 2022) im Département Hautes-Pyrénées in der Region Okzitanien (vor 2016: Midi-Pyrénées). Sie gehört zum Arrondissement Bagnères-de-Bigorre und zum Kanton Neste, Aure et Louron.
Die Einwohner werden Bazusiens und Bazusiennes genannt.

## Geographie
Bazus-Neste liegt neun Kilometer südlich von Lannemezan und circa 19 Kilometer ostsüdöstlich von Bagnères-de-Bigorre in der historischen Provinz Quatre-Vallées.
Umgeben wird Bazus-Neste von den vier Nachbargemeinden:
| Lortet |                                             | Saint-Arroman |
|        | Kompassrose, die auf Nachbargemeinden zeigt | Mazouau       |
|        | Hèches                                      |               |

Bazus-Neste liegt im Einzugsgebiet des Flusses Garonne am rechten Ufer der Neste, einer ihrer Nebenflüsse.

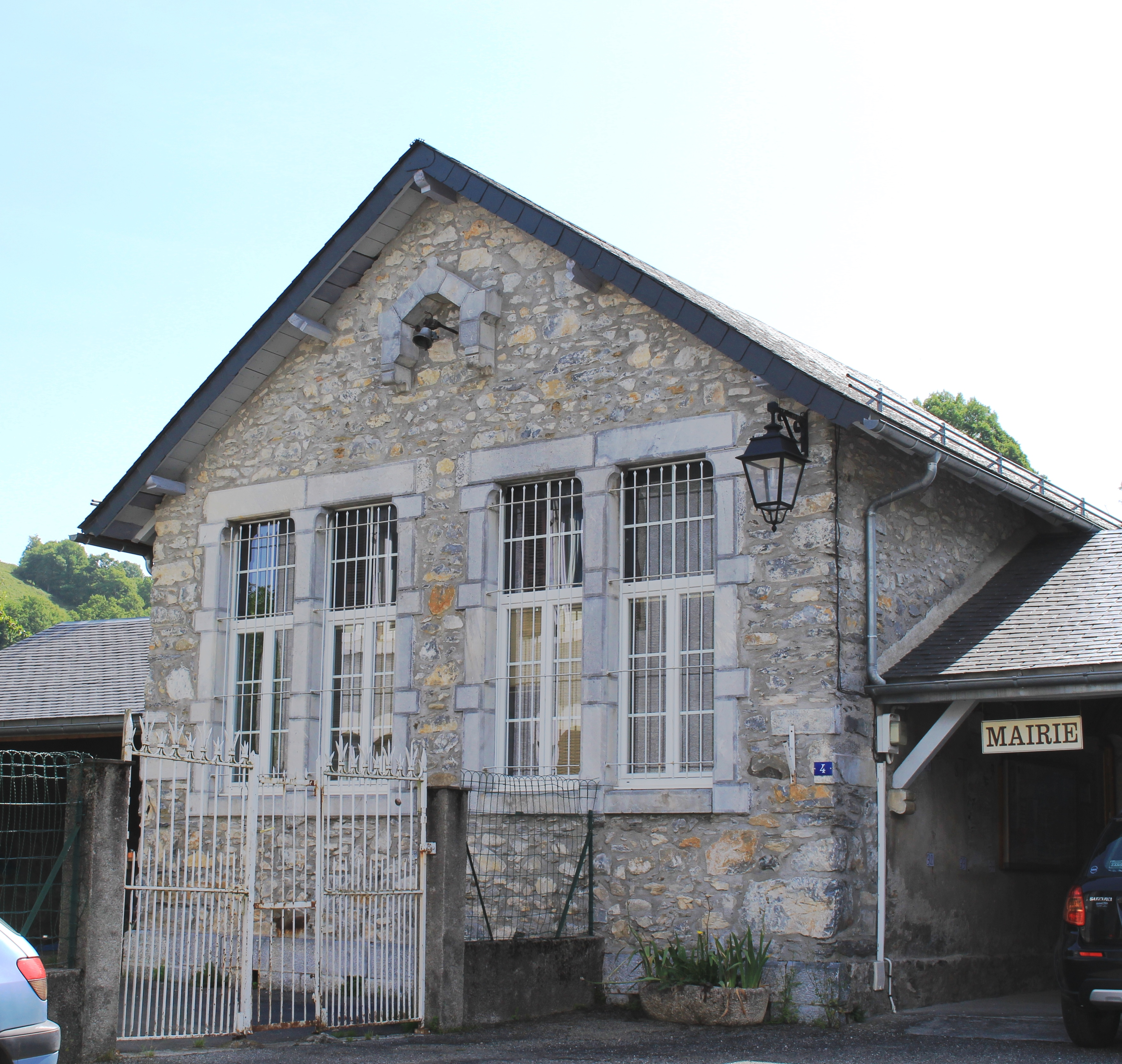
Bürgermeisteramt (Mairie)

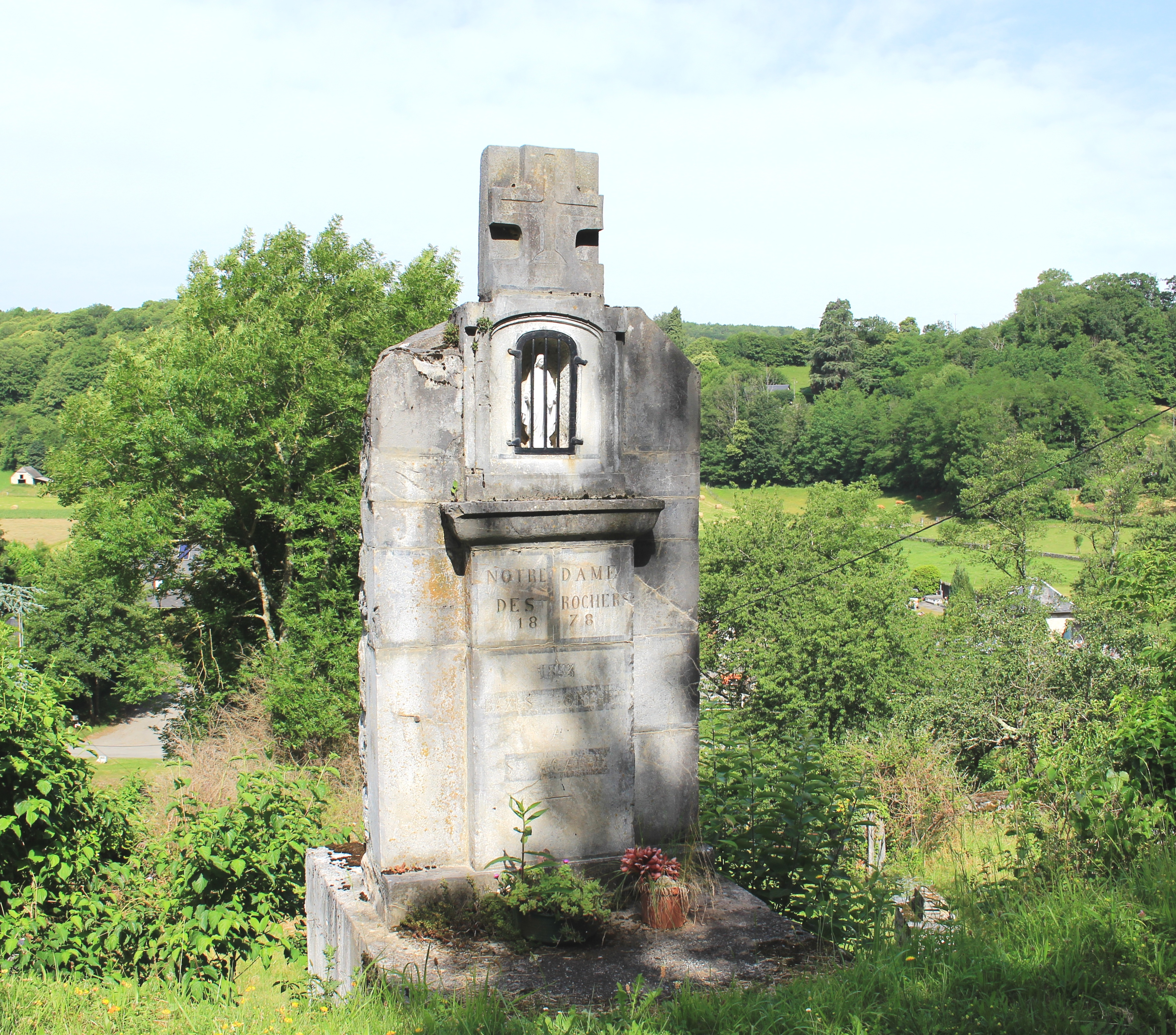
Bildstock

## Toponymie
Der okzitanische Name der Gemeinde heißt Basús de Nestès. Der Ursprung des Namens ist unklar. Er könnte von einem Eigennamen, beispielsweise Badusius oder Badius, stammen zusammen mit einem aquitanischen Suffix.
Toponyme und Erwähnungen von Bazus-Neste waren:
- De Basucio (1387, Kirchenregister des Comminges),
- Paroisse de Basus en Nestes (1737, Kirchenregister),
- Bazus, (1750, 1790, 1793, 1801 und 1806, Karte von Cassini, Département 1, Notice Communale, Bulletin des lois bzw. laut Laboulinière).[3][4][5]

## Einwohnerentwicklung

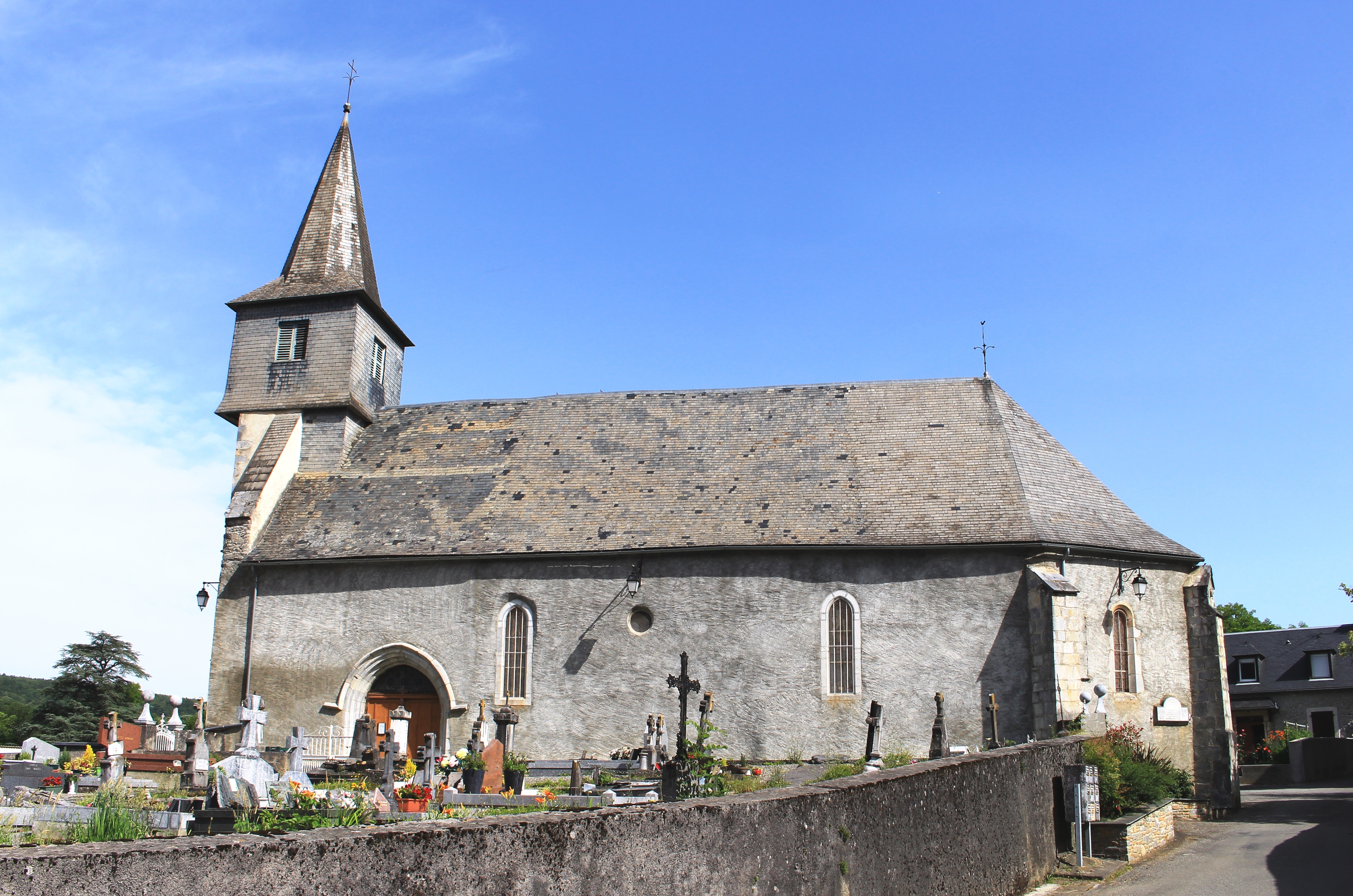
Pfarrkirche Saint-Blaise

Nach Beginn der Aufzeichnungen stieg die Einwohnerzahl bis zur Mitte des 19. Jahrhunderts auf einen Höchststand von rund 300. In der Folgezeit sank die Größe der Gemeinde bei kurzen Erholungsphasen bis zur ersten Dekade des 21. Jahrhunderts auf rund 40 Einwohner, bevor eine Erholungsphase einsetzte, die bis heute anhält.
| Jahr      | 1962 | 1968 | 1975 | 1982 | 1990 | 1999 | 2006 | 2011 | 2022 |
| --------- | ---- | ---- | ---- | ---- | ---- | ---- | ---- | ---- | ---- |
| Einwohner | 73   | 56   | 64   | 46   | 53   | 45   | 42   | 50   | 46   |

## Sehenswürdigkeiten
- Die Pfarrkirche Saint-Blaise birgt im Inneren eine Statue aus bemaltem und verdoldetem Holz aus dem Ende des 13. oder dem Anfang des 14. Jahrhunderts mit der Darstellung Marias und dem Jesuskind. Sie ist seit dem 9. November 1999 als Monument historique eingeschrieben.[7]

## Wirtschaft und Infrastruktur
Bazus-Neste liegt in den Zonen AOC der Schweinerasse Porc noir de Bigorre und des Schinkens Jambon noir de Bigorre.

### Sport und Freizeit
Der Fernwanderweg GR 105 von Lortet zum Port d’Ourdissétou führt auch durch das Zentrum von Ancizan. Er ist ein alternativer Weg zu einem Parallelweg der Via Tolosana, einem der vier Jakobswege in Frankreich.

### Verkehr
Bazus-Neste ist erreichbar über die Routes départementales 26 und 278.